# Барбера, Эктор
Эктор Барбера Валь (исп. Héctor Barberá Vall; род. 2 ноября 1986, Дос-Агуас, Валенсия, Испания) — испанский мотогонщик, участник чемпионата мира по шоссейно-кольцевых мотогонок серии MotoGP. Последний победитель гонки класса 250cc (Гран-При Валенсии—2009). В сезоне 2016 выступает в классе MotoGP за команду «Avintia Racing» под номером 8.

## Биография
С командой «Master-Aspar Team» в 2002 году Барбера достиг своего первого большого успеха, выиграв чемпионат Испании в классе 125сс, приняв также участие в чемпионате мира по шоссейно-кольцевых мотогонок серии MotoGP в аналогичном классе, заняв в итоге 14-е место. Наивысшим результатом в сезоне стало четвертое место на Гран-при Чехии.
Продолжив сотрудничество с «Aspar Team» в 2003 году (команда «Master-MXOnda-Aspar Team»), Эктор достиг первых значительных успехов на глобальном уровне — одержал две победы (в Великобритании и Японии), заняв третье место в общем зачете.
В 2004 году Эктор покинул «Aspar Team» и подписал контракт с командой футболиста Кларенса Зеедорфа «Seedorf Racing». С ней одержал 4 победы на этапах и стал вице-чемпионом мира, уступив лишь Андреа Довициозо.
Сезон 2005 года ознаменовался переходом Эктора до класса 250сс, что воплотилось в подписании контракта с командой «Fortuna Honda», которая комплектовалась мотоциклами Honda RSW 250. Его напарником стал Хорхе Лоренсо. Сезон Эктор закончил на 9-м месте.
В следующем году «Fortuna Honda» становится заводской командой Aprilia Racing, получает в свое распоряжение мотоцикл Aprilia RS250 и меняет название на «Fortuna Aprilia». Эктор одерживает свою первую победу в классе на Гран-При Китая, закончив сезон на седьмой позиции.
В 2007 Эктор переходит в команду «Team Toth Aprilia», обретает с ней 3 подиумы и заканчивает сезон на пятом месте.
В 2008 Барбера продолжает сотрудничество с «Team Toth Aprilia», поменяв свой номер 80 на 21. В этом сезоне Эктор демонстрировал свои лучшие результаты, завоевав четыре подиумы, однако после серьезной аварии, которая произошла во время тренировок на Гран-При Японии, он вынужден был пропустить 5 гонок в сезоне, заняв в чемпионате 6-е место.
В 2009 году Эктор перебрался к новообразованной команды «Pepe World Team», которой руководил Сито Понс. Барбера занял в сезоне второе место, одержав 8 подиумов и 3 победы (в Катаре, Сан Марино и Валенсии).
В 2010 году Эктор переходит в MotoGP, подписав контракт с командой «Paginas Amarillas Aspar», с которой выступал и в следующем сезоне (команда сменила название на «Mapfre Aspar Team MotoGP»).
В 2012 году он переходит к итальянской команды «Pramac Racing Team», с которой провел свой лучший сезон в MotoGP, заняв 11 место.
В конце 2012 года Барбера объявил о переходе в испанскую команду «Avintia Blusens». В сезоне 2013 года лучшим результатом Эктора стало 10-е место на Гран-При США. В общем зачете он финишировал на 16-м месте.
В сезоне 2014 сотрудничество Барберы с командой «Avintia Blusens» продолжилась. Перед сезоном команда отказалась от использования мотоцикла FTR. Эктору был предоставлен мотоцикл собственной разработки команды, который был оснащен рядным 4-цилиндровым двигателем производства Kawasaki. Барбера не мог на нем конкурировать с лучшими гонщиками класса; его основной задачей стало попадание в 15-ку лучших. Такой расклад дел не устраивал ни гонщика, ни команду. Поэтому во второй половине сезона руководство «Avintia Racing» заключило контракт с командой «Ducati Corse» на поставку мотоциклов на сезоны 2015-2016. Дополнительно Эктор получил возможность выступить на 5-ти последних этапах сезона 2014 на Ducati GP14. В первых двух гонках „Барберикс“ привыкал к новому мотоцикла, а на третий, в Австралии, занял 5-е место, показав свой лучший результат в „королевском“ классе. В целом же по итогам сезона испанец занял 18-е место общего зачета.
Следующий сезон Эктор провел на привычном для себя уровне — его лучшим результатом стало 9-е место на Гран-При Японии; в целом же по итогам сезона он занял 15-е место и стал лучшим гонщиком класса Open.
В сезоне 2016 сотрудничество испанца с командой Avintia Racing» продолжилась.